# Episch theater
Episch theater is verhalend theater en wordt ook wel het theater van de vervreemding of politiek theater genoemd. De opkomst van het episch theater is gedateerd in het begin van de 20e eeuw en is sterk verbonden met de Duitse theatermaker Bertolt Brecht. 

## Opkomst
In de jaren twintig en dertig van de 20e eeuw ontstond in Duitsland een beweging die het bestaande schouwburgtheater wilde veranderen. In die tijd zien we in de theaters drama's, komedies en kluchten – allemaal gericht op vermaak van het publiek. Vooral Brecht ergert zich aan deze oppervlakkige burgerlijke poppenkast. Brecht en zijn medestanders onderkennen dat het publiek tijdens het spel meeleeft met schijnpersonages en daardoor even zijn dagelijkse beslommeringen vergeet. Dat is weleens mooi voor even, maar doen ze een stap naar buiten dan zijn de omstandigheden waarin ze leven onveranderd. En in die tijd zijn die omstandigheden niet zo fraai; het is crisistijd. Brecht is ervan overtuigd dat theater meer mogelijkheden heeft dan louter vermaak. Hij wil geen theater maken dat mensen in slaap sust, hij wil theater maken dat inzicht geeft. Waarbij voor Brecht inzicht in de maatschappelijke en politieke situatie vooropstaat. Theater kan en moet de wereld veranderen, vindt Brecht.

## Vervreemdingstechnieken
Inzicht geven, niet de emotie maar de ratio aanspreken, is een van de belangrijkste uitgangspunten van het episch theater. Om te bereiken dat het publiek zich niet te zeer door het verhaal laat meeslepen zet Brecht – en later andere theatermakers – zogenaamde ‘vervreemdingstechnieken’ in. Met die technieken wordt afstand gecreëerd. Het episch theater lijkt in niets op het echte leven, zo maakt het episch theater vaak gebruik van maskers of opvallende grimering. Soms wordt er een verteller ingezet die zich als een ceremoniemeester of conferencier tot het publiek richt en commentaar geeft op de gebeurtenissen op het toneel. Ook de personages maken in hun spel het publiek steeds duidelijk dat er 'slechts' toneel gespeeld wordt: de spelers identificeren zich nooit volledig met hun rol en leveren soms zelfs commentaar op hun eigen rol of spel. Er zijn vaak wisselingen van plaats en tijd, die slechts verduidelijkt worden door eenvoudige rekwisieten zoals een naambordje, en decorwisselingen vinden voor het oog van het publiek plaats. Nu en dan wordt het spel doorbroken voor een lied, maar niet zoals in een musical een verstrooiend lied maar een lied dat eerder bespiegelend is of waarin commentaar geleverd wordt op de situatie op het toneel. Ook de karakters in het episch theater lijken niet op echte mensen, ze zijn meer archetypen of stereotypen die elk één kant van een discussie of argument vertegenwoordigen. Als een episch regisseur de scheiding tussen goed en kwaad ter discussie wil stellen, dan zien we aan de ene kant een stereotiepe boef en aan de andere kant een bijna heilige goedzak. Alle eigenschappen van mensen worden uitvergroot. Door deze afstandscheppende technieken te gebruiken verhindert de theatermaker dat het publiek zich te veel in de personages of gebeurtenissen inleeft. Zo kan de toeschouwer aan het denken worden gezet. 
Veel technieken waar het episch theater gebruik van maakt, zijn op zich niet nieuw. De verteller zagen we al bij de Grieken in de vorm van koren. Plaats- en tijdwisselingen zien we vanaf de Middeleeuwen. Echter, de manier waarop episch theatermakers de oude technieken inzetten, maakt dat het episch theater als een aparte stroming gezien kan worden. Brecht is zeker niet de enige episch theatermaker, maar hij was wel degene die de stroming populair maakte, vandaar dat het episch theater bijna onlosmakelijk met hem verbonden is. De afstandelijke manier waarop acteurs hun rol spelen, wordt soms Brechtiaans acteren genoemd. Brecht zelf was trouwens niet echt blij met de term episch theater, hij gaf de voorkeur aan de term dialectisch theater omdat wat Brecht betrof de nadruk veel meer op de discussie dan op het spel, vorm of de techniek moest liggen.

## Method acting
Iets eerder dan het episch theater maakt het realistisch drama zijn entree. Deze theatervorm is ontwikkeld door Konstantin Stanislavski. Net als Brecht heeft Stanislavski een hekel aan oppervlakkig theater – het melodrama. Maar in tegenstelling tot Brecht gaat Stanislavski richting de realiteit. Stanislavski probeert het echte leven zo veel mogelijk te benaderen, spelers mogen geen afstand houden tot hun karakter, ze mogen hun karakter ook niet spelen, ze moeten het zijn. Het theater zoals Stanislavski dat voorstond wordt verder ontwikkeld in de Verenigde Staten vooral door Lee Strasberg en staat bekend als method acting.